# King of Comedy
Ne doit pas être confondu avec La Valse des pantins.
Série
The New King of Comedy
(2019)
Pour plus de détails, voir Fiche technique et Distribution.
King of Comedy (« Le Roi de la comédie ») est un film hongkongais de 1999 réalisé par Stephen Chow (également acteur principal) et Lee Lik-chi.
Cinquième réalisation de Stephen Chow, le film marque une évolution dans sa filmographie puisqu'il abandonne le genre comique absurde mo lei tau, caractérisé par un personnage arrogant et sûr de lui, pour incarner cette fois-ci un héros sensible et vulnérable. Semi-autobiographique, combinant des passages drôles et émouvants, le film se termine cependant sur une incartade policière qui contraste avec l'intrigue principale. Il est également possible que le long-métrage soit à l'origine du surnom de Stephen Chow de « roi de la comédie de Hong Kong ».
Bénéficiant de la célébrité de Stephen Chow et de bonnes critiques, le film est un succès commercial et engrange 29 848 860 $HK à Hong Kong. Il sort également à Singapour où il rapporte 100 000 $S le premier jour pour un total de 500 000 $S.
Le film n'a jamais été doublé en français mais une version sous-titrée par des amateurs est disponible sur internet.
Une version féminine, The New King of Comedy, réalisée, écrite et produite par Stephen Chow, sort en Chine le 5 février 2019.

## Synopsis
Wan Tin-san (Stephen Chow) est un homme passionné d'art dramatique mais mène une existence pauvre, logeant dans une petite chambre et travaillant dans un centre de loisir pour enfants. Ses tentatives de devenir comédien se soldent toutes par des échecs, les pièces de théâtre qu'il monte n'attirent personne et il se fait régulièrement chasser des plateaux de cinéma à cause de sa passion débordante qui perturbe le bon déroulement du tournage. Connaissant des difficultés pour se nourrir, il offre tout de même des leçons de comédie à des particuliers, notamment à des voyous. Lorsqu'un groupe d'hôtesses de bar vient le trouver pour apprendre à feindre l'innocence devant leurs clients, il se rapproche petit à petit de l'une d'entre elles, la jolie Lao Piu-Piu (Cecilia Cheung).

## Découpage des scènes
Le vœu du début
- 1. Le film débute sur une scène montrant Wan Tin-san promettant devant l'océan de « Travaillez-plus ! Persévérez ! ». Le générique de début suit juste après.

Présentation de Wan Tin-san

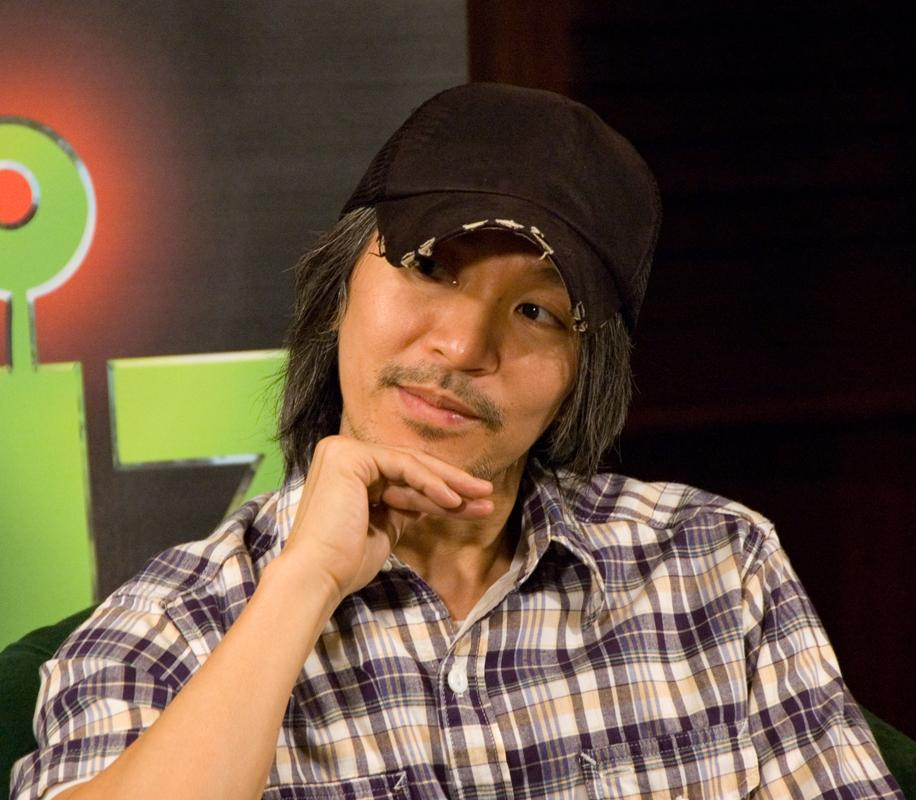
Stephen Chow est issu d'un milieu assez modeste et s'est sans doute inspiré de sa propre expérience pour écrire Le Roi de la comédie.

- 2. La scène suivante se passe à l'extérieur d'un plateau de cinéma. Wan Tin-san y dirige avec une caméra des figurants devant se comporter en morts-vivants et met particulièrement de cœur à l'ouvrage (« Réveillez-vous ! [...] Nous ne faisons pas un simple film d'horreur. Vos rôles doivent toujours être plein de vie et d'esprit. Jouez avec grâce, d'accord ? »). Il précise également qu'ils ont la chance de jouer avec une vedette des films d'arts martiaux nommée Cuckoo-to. Un homme arrive soudain et lui demande qui il est. Il appelle une certaine « tante Ha » qui lui annonce que c'est un figurant mais Wan Tin-san préfère se considérer en tant qu'acteur. L'homme lui demande alors d'exprimer des émotions en série (« [Ta] femme accouche... L'enfant [nait]... La mère est morte... L'enfant t'appelle papa, c'est un génie... Son nombril est sur sa tête, il est mal formé... Il gagne [...] un premier prix... L'enfant est mort... [Ta] femme revient à la vie »). Wan Tin-san se fige finalement et indique que trop d'émotions provoquent un « coma mental ». L'homme l'engage alors à contre-cœur pour apparaitre dans une scène sur le point de se tourner.

- 3. Sur un plateau où est reconstitué l'intérieur d'une église, Wan Tin-san a revêtu le costume d'un prêtre chrétien et porte une bible. Au moment où la scène s'apprête à être tournée, il interrompt le réalisateur et l'équipe de tournage pour demander s'il peut ajouter une « pointe d'initiative » à son personnage. Cependant, à peine le mot « action » est-il prononcé que son personnage se fait abattre d'une balle. S'ensuit une scène d'action parodiant celles des films de John Woo avec des personnes en apesanteur, de nombreux pigeons et plusieurs impasses mexicaines. Lorsque la scène est sur le point de se terminer, Wan Tin-san apparait derrière l'héroïne en titubant et le tournage s'arrête à cause de lui. Il indique qu'il pense que son personnage ne doit pas mourir tout de suite mais le ton monte vite et il se fait éconduire sèchement.

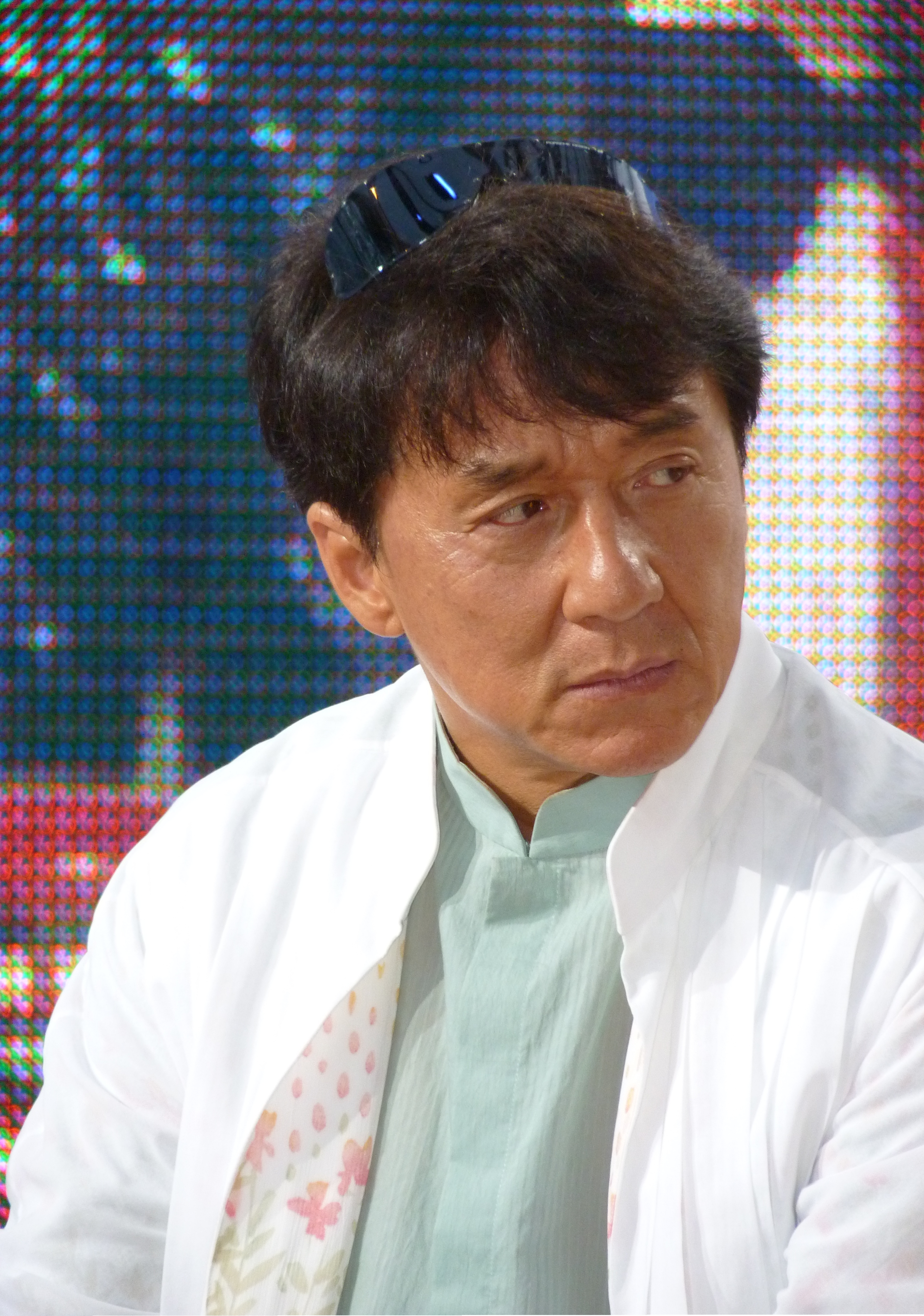
Jackie Chan fait une courte apparition en tant que cascadeur, son premier métier.

4. Toujours discrètement présent sur le plateau, Wan Tin-san assiste à l'essai d'un cascadeur (brève apparition de Jackie Chan) qui doit faire semblant d'être abattu par balle. Après sa performance, il lui demande où a-t-il appris à jouer et celui-ci lui répond qu'il « pourra y arriver s'il travaille dur ».
- 5. Wan Tin-san se présente ensuite comme accessoiriste au gardien des repas pour manger mais l'homme lui refuse une gamelle. Celui-ci lui crie rapidement dessus pour avoir fait perdre du temps à l'équipe qui est obligée de continuer à travailler durant l'heure de midi (« Tout ça à cause de toi, [...] parce que tu n'as pas voulu mourir ! »). Il préfère même jeter un des repas à un chien plutôt que de le donner et chante des insultes pendant le départ de Wan Tin-san qui essaie de garder le sourire.

Découverte de la vie de Wan Tin-san
- 6. Wan Tin-san se rend ensuite à son travail dans un centre de loisir pour enfants où il distribue du matériel de sport. Il téléphone à « tante Ha » pour lui demander les horaires de demain mais elle lui annonce que le réalisateur à décider de se passer de ses services. Il s'assoit à son bureau et s'ensuit une série d'images sur les activités du centre (assez farfelues, des enfants se battent sur une table de ping-pong, un homme fume en le regardant fixement). Pendant cette séquence apparait un petit garçon nu qui réapparaitra dans la suite du film et sa présence peut gêner le spectateur occidental. La nudité des enfants n'a pas l'air d'être un problème dans le cinéma hongkongais et l'apparition de ce garçon est peut-être la raison de la faible diffusion à l'international du film malgré sa qualité. Après la fermeture du centre, Wan Tin-san rappelle « tante Ha » pour lui demander s'il n'y aurait pas « un rôle sans dialogues ? Un tout petit rôle ? Un rôle insignifiant ? » mais sans succès. Il rentre ensuite dans la petite chambre du centre où il loge, à l'intérieur se trouve un lavabo et un petit lit au-dessus duquel se trouve de nombreuses images d'acteurs collées sur le mur (on peut reconnaitre Brad Pitt, Keanu Reeves, Gary Oldman, John Travolta, Nicolas Cage, Daniel Day-Lewis, Jeremy Irons, Tom Cruise, Gérard Depardieu... et la tour Eiffel, ainsi que de nombreux acteurs asiatiques). Il va jusqu'à manger devant ces images avant de rappeler une nouvelle fois « tante Ha » qui lui raccroche au nez (« Vas au diable ! »). Il se regarde ensuite dans le miroir avant de se coucher avec un livre dans les mains (la couverture de ce livre est entièrement en chinois et n'est pas sous-titrée. Il pourrait peut-être s'agir d'une sorte de manuel pour comédien).

- 7. Le lendemain matin, Wan Tin-san installe seul une scène de théâtre avec un fond, un sol et des meubles pour décor. Il invite ensuite les enfants du centre à venir voir la pièce d'« oncle San » (« Penses à emmener ton père et ta mère. S'ils ne veulent pas venir, tu dois pleurer et les supplier. Fait tout ce qu'il faut du moment qu'ils viennent »). Il arrache ensuite la tête de la poupée d'une petite fille en précisant qu'elle finira comme cela si elle ne vient pas. Il s'entretient ensuite avec un vieil homme (« oncle Chi ») pour lui demander s'il est toujours prêt à jouer dans la pièce. Celui-ci confirme et annonce qu'il peut même composer une musique. Il commence à pousser la chansonnette et Wan Tin-san n'arrive plus à l'arrêter.

Première leçon particulière

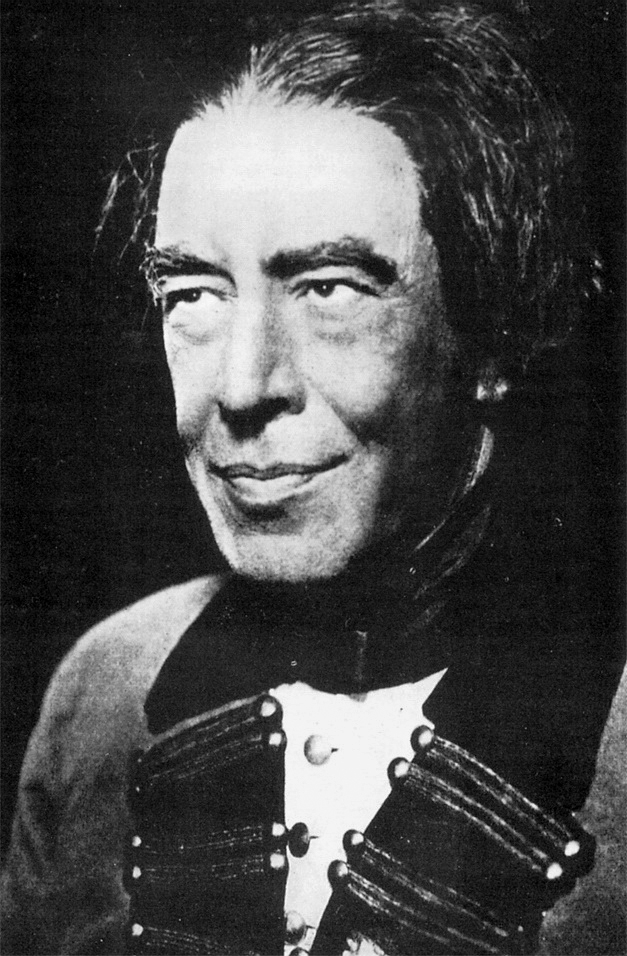
Il est surprenant de voir cité Constantin Stanislavski (1863-1938), grand théoricien du jeu d'acteur, dans une comédie hongkongaise.

- 8. Wan Tin-san rejoint ensuite trois voyous qui ont apparemment accepté de jouer dans sa pièce. L'un d'eux (« maître Hung ») commence à répéter son texte et fait semblant de poignarder l'un de ses camarades. Mécontent de l'expression de douleur exprimée par celui-ci, il sollicite Wan Tin-san pour lui donner une leçon de comédie. Ce-dernier présente d'abord la théorie en citant l'acteur russe Constantin Stanislavski (« La douleur est transmise de ton corps vers l'intérieur, puis retransmise vers l'extérieur ») ce qui semble dépasser les voyous. L'homme poignardé refait de nouveau des essais d'expressions et Wan Tin-san lui écrase les doigts de pied pour l'aider. Alors que l'homme souffre sans crier, Wan Tin-san lui apporte un miroir pour qu'il se rappelle cette expression. Les voyous se retirent ensuite, dont l'un en boitant, et promettent d'être là pour la pièce et de ramener du monde (« Je viendrais avec une centaine de personnes pour voir comment tu joues bien ! »). Les voyous rencontrent cependant une vieille dame (après une seconde apparition de l'enfant nu) et lui extorquent de l'argent (100$) en prétendant qu'elle a marché sur l'homme blessé qui se jette à terre. Wan Tin-san assiste à la scène et semble déçu par le comportement de ses « amis ». Il jette alors un billet par terre et fait croire à la dame que les voyous l'ont fait tomber avant de partir... il en profite en même temps pour l'inviter à venir voir sa pièce.

- 9. Le jour de la représentation à ciel ouvert, personne n'est là avec lui, ni dans le public ni sur scène. Il attend, regarde l'heure, range les accessoires avant d'être interpellé par un panneau publicitaire (encore une fois les écritures en chinois ne sont pas sous-titrées. Le panneau montre des cuvettes de toilettes et une espèce de bonhomme en chocolat).

Présentation de Lao Piu-piu
- 10. La scène suivante ne dure que quelques secondes. On y voit Lao Piu-piu habillée en écolière et portant des couettes. Elle observe le même panneau publicitaire que Wan Tin-san avant de descendre de grands escaliers et de marcher dans la rue. Elle s'arrête également devant une vitrine de bijoux de la marque My Jewelry dont on retrouvera une autre publicité après le générique de fin.

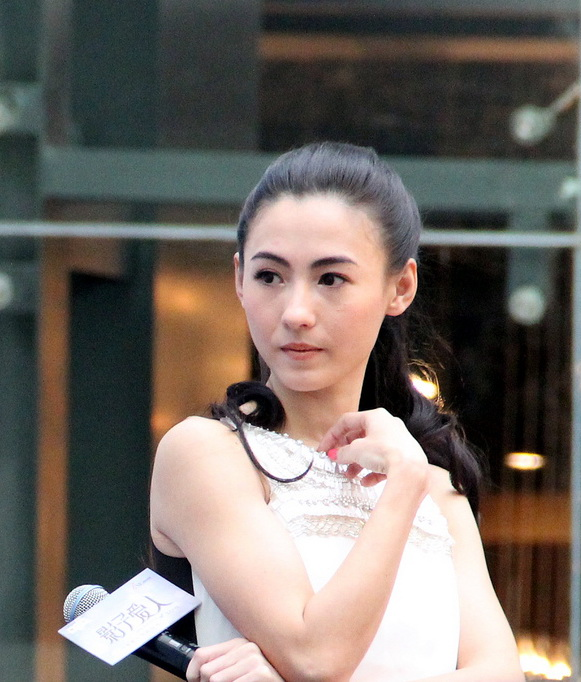
Cecilia Cheung commence sa carrière d'actrice directement par son rôle dans Le Roi de la comédie, ce qui fait d'elle une « fille de Sing ».

11. La scène suivante se passe dans un bar où travaille Lao Piu-piu comme hôtesse. La totalité des filles travaillant dans l'établissement sont habillées en lycéennes. Lao Piu-Piu discute avec un client dont on ne voit pas le visage. Elle est très peu complice avec lui et frôle le manque de respect (« Qu'importe ce que je t'ai dit, appelle-moi juste Piu, c'est compris ? [...] Comment as-tu été éduqué ? Ton ventre est vraiment gros. Je pense que tu ne pourrais même pas entrer dans ton cercueil. [...] Courage, pourquoi fais-tu cette tête ? Tes parents sont morts ? »). Elle se fait ensuite sermonner par sa patronne parce qu'elle ne se comporte pas en lycéenne et des clients se plaignent d'elle. La conversation est interrompue par une autre fille qui annonce qu'elle ne peut plus s'occuper d'un client car elle le trouve répugnant. Lao Piu-piu accepte d'elle-même de prendre sa place (« Tu es trop capricieuse. [...] Tu dois te concentrer sur une seule chose. Si cet homme est repoussant, tu ne dois pas le regarder. [...] Si ses oreilles sont jolies, focalises-toi dessus. Si sa bouche est moche mais que ses dents sont bien, regardes juste ses dents »). Lao Piu-piu s'installe ainsi à la table du client qui est effectivement très repoussant. Sa peau est grasse et il bave de la bouche. Elle essaie d'engager la conversation et de se concentrer sur une partie du visage mais tout est odieux, un ver sort de l'oreille, un cafard se balade dans les cheveux, etc. L'homme va même jusqu'à préciser qu'il s'appelle Pierre car on lui a dit qu'il ressemblait à un Français et a donc pris un nom français. Lao Piu-piu abandonne et reconnait sa défaite lorsqu'elle constate que la précédente fille est parvenue à amuser le client en jouant avec le cafard. Sa patronne lui propose alors d'aller voir un homme qui enseigne gratuitement le théâtre (« Le problème, c'est que tu ne sais pas faire semblant »).
De retour sur le plateau de cinéma
- 12. La scène suivante montre Wan Tin-San essayant de revenir sur le tournage mais est intercepté par un employé qu'il appelle « Frère Sunny ». Il lui signale qu'il a repensé à sa façon de mourir (« ...et j'ai quelques idées maintenant »). Il lui explique qu'une réaction à une blessure au couteau est différente d'une blessure par balle : « La blessure est un peu plus large, et le visage devra être plus crispé. Si tu es trahi par tes propres amis, tu [diras] même : "Je ne l'avais pas prévu... C'est toi..." ». Mais l'employé énervé lui répète de s'en aller. Wan Tin-San lui déclare alors qu'il jouerait sans être payé (« Je veux juste un repas »). C'est alors que le directeur des arts martiaux vient se plaindre qu'il n'ait que des mannequins pour faire les cadavres. L'employé décide alors, en soufflant, d'utiliser Wan Tin-San.

- 13. S'allongeant sur le plateau de tournage, Wan Tin-San demande un peu de maquillage avant de commencer et on lui étale sans ménagement une sorte de boue sur tout le visage avant de l'asperger d'un liquide rouge immonde. Il essaie d'en enlever un peu mais se raidit dès que le signal « Action ! » retentit. S'ensuit une nouvelle scène d'action style John Woo qui est interrompue lorsque la vedette Cuckoo-To crie en apercevant un cafard sur sa chaussure. Les employés se précipitent alors pour l'aider mais le cafard atterri sur Wan Tin-San faisant le mort et ils le frappent, dont un avec une chaise, en essayant d'écraser la bestiole avant de s'enquérir de l'état de Cuckoo-To. Le réalisateur lance ensuite le signal « Coupez ! » (« Ça tourne encore ? »). À ce moment, Wan Tin-San arrête de s'immobiliser et montre qu'il souffre des coups reçus. Cuckoo-To s'inquiète alors pour lui (« Pourquoi ne bougeais-tu plus du tout ? ») et Wan Tin-San explique qu'il devait rester dans son personnage tant que le réalisateur n'avait pas dit « Coupez ! ». Impressionnée devant son professionnalisme, Cuckoo-To décide de l'intégrer à son équipe. Malheureusement, Wan Tin-San enchaine alors les maladresses sur Cuckoo-To qui finit propulsée à travers une vitre. Alors que toute l'équipe de tournage accourt voir son état, Wan Tin-San s'éclipse discrètement après avoir gâché sa chance.

- 14. Courant à travers les coulisses en remettant sa veste, il aperçoit alors les gamelles des repas sans gardien. Il en vole une mais, dans sa fuite, glisse sur une peau de banane mise par ce même gardien qui balance la gamelle à un chien errant puis s'en va triomphant.

La rencontre avec Lao Piu-Piu

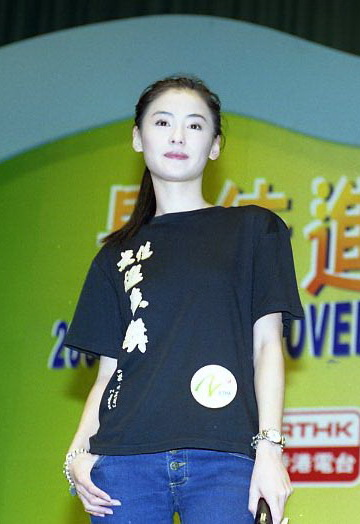
Cecilia Cheung deviendra, après ce film, l'une des grandes actrices du cinéma hongkongais, bien que sa carrière ait été quelque peu malmenée par le cyberscandale Edison Chen de 2008.

- 15. Au centre de loisir où il travaille, Wan Tin-San reçoit la visite des hôtesses du bar où travaille Lao Piu-Piu qui cherchent la personne qui enseigne gratuitement le théâtre. Wan Tin-San se présente alors à elles en embellissant son parcours, « Je suis dans le cinéma depuis très longtemps. Que ce soit pour un film ou la télévision, j'ai de l'expérience. J'étais le directeur artistique du théâtre du parc de loisirs. Donc je peux chanter et danser », en croyant peut-être qu'on vient enfin le chercher pour un rôle. Cependant, Lao Piu-Piu le reconnait puisque sa chute sur la peau de banane a en fait été filmée et insérée dans le film en arrière-plan et elle se moque de lui (« Tu es un idiot ! Juste un idiot qui glisse sur une peau de banane ! »). Wan Tin-San commence ensuite à enseigner aux hôtesses qui viennent apprendre à feindre le sentiment du premier amour pour la soirée des étudiantes amoureuses. Il leur explique que dans un premier temps elles doivent s'habiller comme des étudiantes et que leur prestation serait plus expressive si elles avaient des larmes dans les yeux (il fait d'ailleurs un exemple peu concluant du regard et des larmes à faire). Il leur propose de manger du wasabi épicé pour les aider. Sa leçon est interrompue plusieurs fois par Lao Piu-Piu qui répète qu'il n'est qu'« un foutu figurant », ce à quoi Wan Tin-San répond systématiquement « En fait je suis un acteur ! ». Et il la prévient que pour jouer une lycéenne, elle doit montrer du respect envers les autres. N'appréciant pas la réflexion, Lao Piu-Piu se lève sans rien dire et prend quelques objets (une raquette et un journal) pour juger de leur solidité. Elle choisit finalement une chaise et s'avance calmement vers Wan Tin-San pour l'assommer.

Le rapprochement avec Lao Piu-Piu
- 16. Dans le bar à hôtesses, un client ivre nommé « Maître Lung » pense que sa femme le trompe et réclame que son premier amour revienne (« J'ai tellement d'argent. [...] Je veux juste que mon premier amour revienne ! »), installé dans une loge derrière un rideau avec des piles d'argent sur sa table. Les filles rentrent alors pour tenter leur chance (« Je vais le frapper, parfois ça plait aux hommes riches »), dont Lao Piu-Piu après avoir écrasé sa cigarette, mais se font toutes repousser. L'homme se met alors à balancer les objets et la nourriture se trouvant sur sa table et une coupelle de wasabi atterri aux pieds de Lao Piu-Piu. Elle se rappelle la leçon de Wan Tin-San et décide d'essayer. La substance est tellement épicée qu'elle a très vite les yeux mouillés. Elle s'avance de nouveau vers le client en le suppliant (« Je suis sincère. Je t'aime tellement »). Le client est bluffé, se met à l'appeler « Mary » et propose de lui donner tout l'argent sur la table avant de s'écrouler ivre mort. Lao Piu-Piu lance alors les billets au-dessus des filles folles de joie.

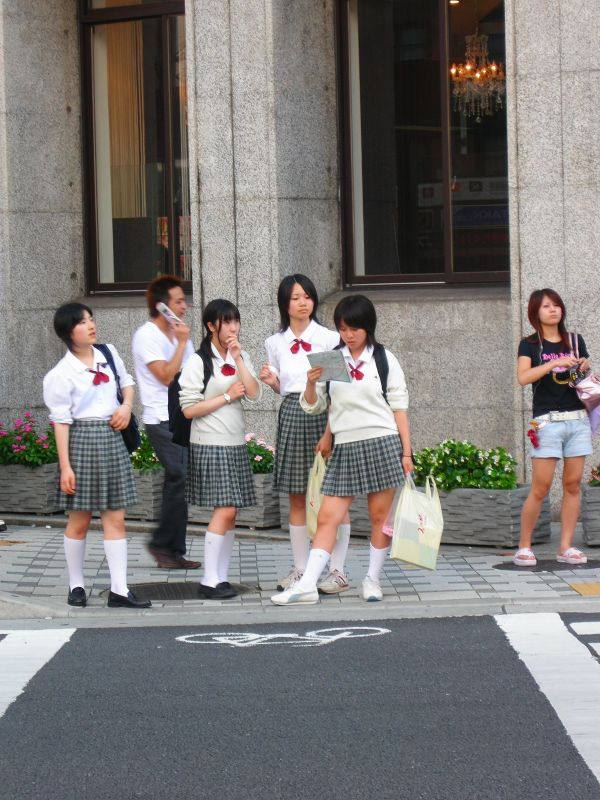
Le fantasme de l'écolière est bien établie en Asie où de nombreux bars accueillent les clients avec des hôtesses en uniformes, mais cette tendance est inconnue en Occident.

17. Impressionnée par sa réussite avec le wasabi, Lao Piu-Piu retourne voir Wan Tin-San au centre de loisir (« Désolé, je t'ai frappé durement. [...] Je suis là pour que tu m'apprennes à jouer »). Flanqué d'un œil au beurre noir, Wan Tin-San refuse d'abord avant que Lao Piu-Piu ne lance des billets sur son bureau (qu'il immobilise avec une raquette de ping-pong), « Pour une véritable amie qui a la même passion que moi, je veux bien être ton professeur ». Il s'éclipse un instant dans sa chambre pour enfiler son plus beau costume et est troublé par la vue de Lao Piu-Piu jouant au cerceau avec les enfants du centre (avec une cigarette à la bouche). Il la rejoint et commence à lui apprendre à feindre l'innocence avec ses clients (« Essaie d'abaisser ta tête un petit peu, feins d'être timide. Laisse ton client te toucher le menton, lève la tête, puis parle »). Mais les différentes tentatives de Lao Piu-Piu ne sont pas bonnes, son regard est soit trop plat, soit trop brillant, soit des « yeux morts » jusqu'à la tentative parfaite qui trouble Wan Tin-San. S'ensuit pendant quelques secondes une scène assez poétique où les deux acteurs restent immobiles avec la caméra s'avançant vers eux et la mer en arrière-plan, Wan Tin-San pose superbement avec son doigt sous le menton de Lao Piu-Piu adossée à un arbre. Wan Tin-San réussit à se détacher de son regard et attaque la leçon des actions à commencer par l'étreinte. Lao Piu-Piu s'accomplit, après avoir jeté sa cigarette, mais sa manière d'enserrer les clients avec ses cuisses ne convient pas à celle d'une lycéenne. Wan Tin-San lui explique qu'elle doit avoir l'air intimidée pour que ses clients aient envie de prendre l'initiative et de l'enserrer dans leurs bras. Pour compléter la leçon, Lao Piu-Piu pose sa tête sur son épaule mais a le réflexe de l'enserrer avec ses cuisses. Wan Tin-San aborde ensuite le sujet du premier amour qui énerve Lao Piu-Piu (« Je n'ai jamais eu de premier amour ! »). On voit alors de courtes scènes où l'on découvre que le premier amour de Lao Piu-Piu l'a tapé et l'a obligée à devenir une hôtesse de bar. Elle claque alors Wan Tin-San avant de partir en courant. Arrive juste après le voyou nommé « maître Hung » qui s'excuse de n'avoir pas pu assister à sa représentation (scène 9) et lui demande de former un nouveau membre de sa bande. Ce-dernier apparait alors dans le style premier de la classe avec sa chemise fermée jusqu'au bouton d'en haut, des lunettes, et même un cornet de glace dans la main.
La leçon particulière au voyou
- 18. Wan Tin-San commence alors à enseigner à l'apprenti-voyou à avoir l'air crédible (« Tu dois avoir l'air sérieux et sévère ! ») et lui demande d'exprimer un regard de colère mais le voyou allume alors son briquet (cette action est difficilement explicable. Peut-être que le mot « feu » et « colère » sont proches en cantonais). Le voyou jette son cornet de glace et sa prestation convainc Wan Tin-San. Il part ensuite récolter de l'argent pendant que Wan Tin-San s'installe à une terrasse de restaurant pour l'observer de loin. Il lui montre la posture à faire mais le voyou entame une conversation sur l'économie avec la personne qu'il doit racketter (« Tu sais, Hong Kong est en pleine récession économique »). Mais lorsqu'il dit innocemment qu'il est venu collecter l'argent pour leur protection, l'homme appelle quatre loubards costauds et tatoués à sa rescousse. Ne sachant pas quoi faire, le voyou regarde Wan Tin-San qui s'amuse avec le petit garçon nu qui fait une nouvelle apparition. Il croit qu'il lui indique les gestes à faire et les réitère sur les loubars. Il leur met une petite tape sur la tête et, la scène la plus dérangeante pour le spectateur occidental, il voit Wan Tin-San toucher le sexe de l'enfant avec une branche puis avec un doigt et recopie les actions sur les loubards qui ne tardent pas à frapper l'apprenti-voyou. Il s'enfuit pour aller rejoindre Wan Tin-San qui fait semblant de ne pas le connaitre (« Ne me parle pas, fais comme si on ne se connaissait pas. Tu dois jouer jusqu'à ce que je dise "Coupez !" »). Wan Tin-San croyant que les loubards sont partis, il conseille au voyou de prendre des hachoirs et d'y retourner. Le voyou s'exécute mais rebrousse chemin en réalisant que les loubars sont toujours là (« Concentre-toi ! Tu es également un voyou, montre de la colère ! »). Avec deux claques d'encouragement de Wan Tin-San, le voyou repart comme un fou furieux mais les loubards l'immobilisent en lui assenant des baffes. Par pitié, ils lui donnent un billet (20$) et partent (« Voilà, j'ai peur de toi maintenant »). Le voyou est alors rejoint par Wan Tin-San et « maître Hung » qui le félicitent (« Il a vraiment très bien joué pour l'obtenir », « Tu es en train de te couvrir de gloire. Tu agis comme un héros »). Le voyou rigole alors et tout le monde lui assène des claques à tours de rôle pour qu'il garde l'expression de colère.

Énième tentative de retour sur le plateau de cinéma
- 19. Wan Tin-San retourne alors sur le plateau de cinéma pour raconter l'anecdote à « tante Ha » et prouver ainsi qu'il s'y connait en art dramatique (« Je pourrais bien jouer dans un film de kung-fu »). Mais « tante Ha » refuse et lui dit de partir jusqu'au moment où l'employé nommé « frère Sunny » (scène 12) vient chercher Wan Tin-San (« Maquille-toi et tiens-toi prêt ! »). Il est alors amené sur le plateau de tournage pour réaliser une cascade dangereuse avec du feu en tant que doublure de Cuckoo-To (« Pendant que je brûlerais, pourrais-je avoir une expression de sérénité tranquille ? »). Ses bras sont alors enflammés mais l'équipe de tournage et le réalisateur se mettent à parler de la présence problématique des pigeons. Ils mettent tellement de temps à parler que lorsque le mot « Action ! » est prononcé, Wan Tin-San hurle de douleurs et essaie d'éteindre le feu (« Qu'est-ce qui ne va pas avec toi ? Tu bousilles tout à chaque fois ? »). Il se fait alors éconduire sèchement avec les bras tout rouges. On lui accorde tout de même le droit d'avoir une gamelle de repas mais le gardien des repas lui refuse en lui criant la vérité à la figure (« Tu penses que tu es doué et apprends à des gens à jouer. Tu parles toujours de théorie. Tu enseignes à quelqu'un à devenir un membre de la triade et à collecter l'argent des rackets. Tu insultes ainsi tous les acteurs ! »).

La pièce de théâtre
- 20. Wan Tin-San montre ensuite un air désespéré en compagnie du voyou « maître Hung » qui annonce son intention d'aller se battre de suite avec une autre bande. Sa grand-mère l'interrompt cependant en lui demandant s'il part se battre une nouvelle fois et Wan Tin-San prend sa défense en disant qu'il part jouer dans sa pièce de théâtre que connait la grand-mère (« C'est une bonne pièce. Bruce Lee, Bark Yin, Ng Chor Fan l'ont jouée il y a plusieurs années »). Wan Tin-San profite ainsi de la situation pour recruter des membres.

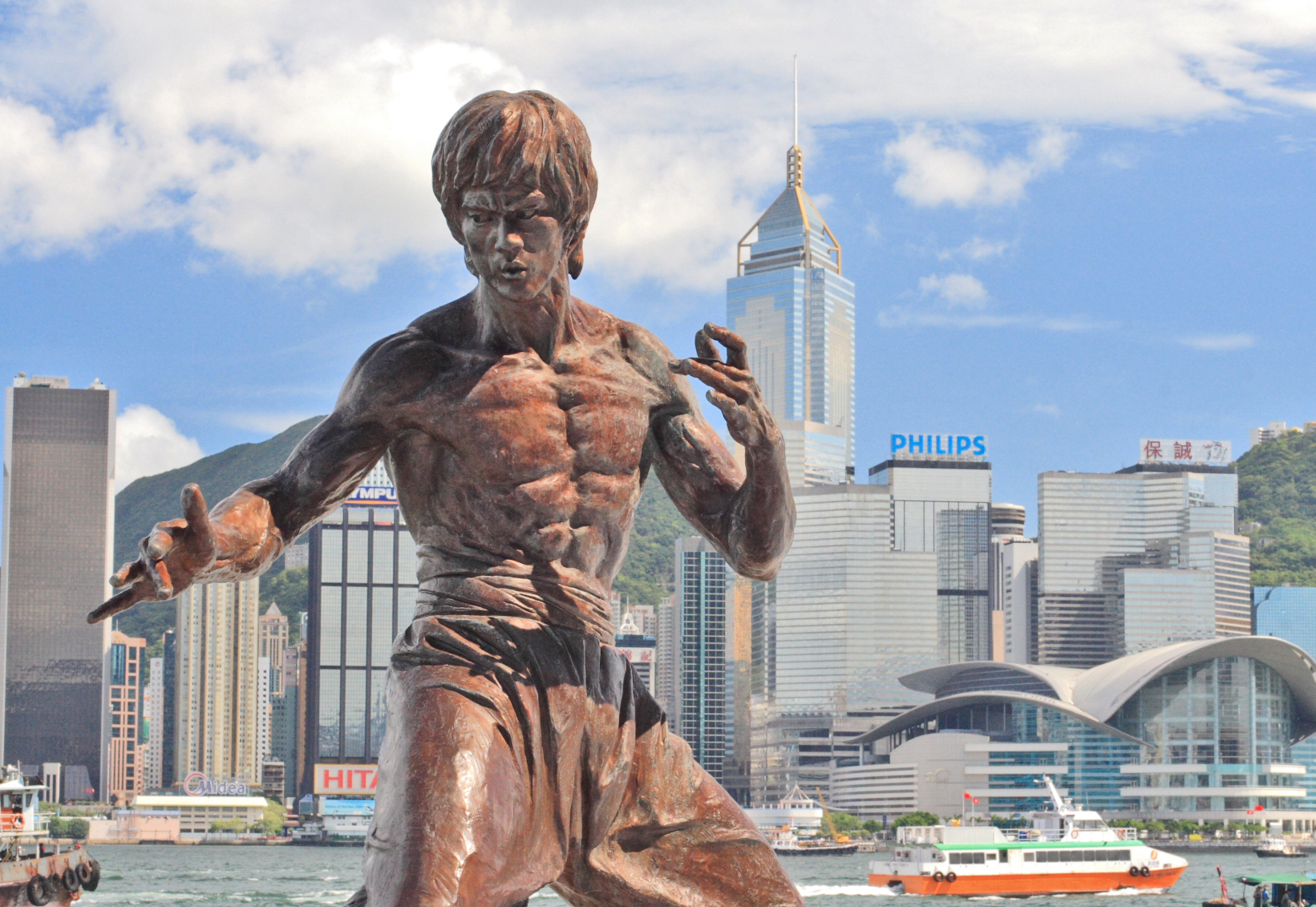
Bien qu'il n'ait joué que dans une poignée de films, Bruce Lee est une référence mythique du cinéma hongkongais, un peu à l'image de Louis de Funès pour le cinéma français, dans un style très différent bien sûr.

- 21. Sur sa scène de théâtre, Wan Tin-San répète avec les voyous qui ne s'investissent pas beaucoup parce qu'il n'y a personne dans le public (« Moi, je veux juste changer de perruque »). Arrive alors Lao Piu-Piu qui s'allume une cigarette et s'installe pour regarder le spectacle. Les comédiens sont d'abord surpris avant de reprendre la pièce avec plus d'ardeur sous les sourires de Lao-Piu-Piu. On apprend que la pièce est inspirée du film La Fureur de vaincre de Bruce Lee puisque Wan Tin-San porte la même tenue. Une scène d'action se déroule sur scène lors de laquelle Stephen Chow montre une réelle maîtrise des arts martiaux. Lao Piu-Piu est morte de rire et monte sur scène mais Wan Tin-San ne la voit pas et la met au tapis.

- 22. La scène suivante montre Wan Tin-San et Lao Piu-Piu discutant sur la plage (« C'est dangereux si tu déboules subitement »). La jeune femme voudrait jouer avec eux et s'excuse de l'avoir frappé avec une chaise l'autre jour. Wan Tin-San l'enlace alors fortement pour la remercier d'être la seule personne à être venue voir la pièce (« Merci pour cet encouragement, je m'en souviendrais ! »). Lao Piu-Piu annonce que ses leçons pour paraitre une timide lycéenne sont une grande réussite (« Ils sont tous fous de moi et je me fais beaucoup d'argent ! »). Assis sur une barque retournée, ils parlent ensuite de l'océan avant que leurs visages ne se rapprochent lorsque Lao Piu-Piu annonce finalement qu'elle doit partir. Elle s'arrête cependant pour dire à Wan Tin-San que ses lèvres sont gercées et qu'il devrait mettre de la crème. Elle colle alors soudainement ses lèvres contre les siennes pour lui en mettre. Elle monte sur ses genoux mais Wan Tin-San lui dit qu'il n'en a pas besoin de plus. Ils se querellent ensuite au sujet des gens aux lèvres gercées avant de s'embrasser.

- 23. La scène suivante les montre ensemble au petit matin dans le lit de Wan Tin-San. Lao Piu-Piu sort discrètement de la chambre et évite de réveiller Wan Tin-San qui fait semblant d'être encore endormi. Il sort ensuite lui-même de la pièce en enfilant les talons de Lao Piu-Piu (pourquoi ?) et la voit avec une chemise à lui en train de regarder la mer. Il téléphone ensuite au voyou « maître Hung » pour lui demander combien gagne une hôtesse de bar par nuit (« Entre 1000 et 1200$ si elle est pas mal »). Il dépose ensuite le peu d'argent qu'il possède et sa montre sur le sac de Lao Piu-Piu et retourne faire semblant de dormir. Lao Piu-Piu rentre alors dans la pièce, prend les objets de valeur, se rhabille et s'en va (« Merci, patron ! »). Wan Tin-San la rattrape alors et lui crie qu'il peut l'assumer et qu'elle peut arrêter de travailler (« Occupe-toi déjà de toi, idiot ! »). Mais dans le taxi qui la ramène, Lao Piu-Piu pleure à grosses larmes et sort de son sac le livre qui apparait à la fin de la scène 6.

La chance de sa vie

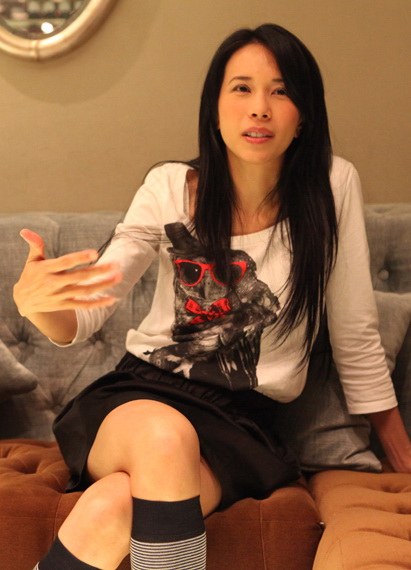
Karen Mok, qui interprète Cuckoo-to, est également une « fille de Sing » puisqu'elle apparait dans quatre autres films de Stephen Chow.

24. Wan Tin-San retourne ensuite dans les coulisses du plateau de tournage pour réclamer au gardien des repas les trois gamelles auxquelles il pense avoir droit. Mais le gardien le défie de les prendre, une scie à la main. Wan Tin-San prend alors ses gamelles sans réaction du gardien et part. Il est cependant rattrapé par « frère Sunny » et « tante Ha ». Il croit d'abord qu'ils veulent lui reprendre ses gamelles mais ils l'amènent jusqu'à une pièce où l'attendent Cuckoo-to, le réalisateur du film et trois autres personnes en costumes. Cuckoo-to lui tend alors un texte pour passer une audition avec elle tout de suite. Wan Tin-San commence alors en la prenant dans ses bras et en jouant son amant désespéré par la future mort de son amoureuse. Wan Tin-San se retrouve alors la tête juste au-dessus de celle de Cuckoo-to qui a les yeux fermés et se met à pleurer pour son rôle mais de son nez sort une espèce de filet de morve immonde qui descend petit à petit jusqu'à frôler les lèvres de Cuckoo-to. La scène est arrêtée avant de les toucher et toute l'assistance est ravie de la prestation de Wan Tin-San (« Tu étais vraiment très absorbé par ton rôle ! »). Wan Tin-San se nettoie ensuite dans la pièce d'à côté en entendant les producteurs délibérer. Cuckoo-to veut que Wan Tin-San joue à la place d'un acteur vedette indisponible nommé « Big Brother » (« Nous avons besoin de sang neuf ! »), mais l'un des producteurs refuse catégoriquement d'engager un acteur inconnu. Cuckoo-to s'adresse alors à un autre producteur qu'elle appelle « Mr. Shaw » (en référence probablement à Run Run Shaw (1907-), l'emblématique PDG de la  Shaw Brothers). Le producteur opposé quitte alors la pièce en passant près de Wan Tin-San (« Je ne veux pas le voir, je ne veux même pas parler de lui ! »). Wan Tin-San est alors rappelé dans la pièce où Cuckoo-to, avec l'accord de Mr. Shaw, lui annonce qu'ils le veulent pas le rôle principal du film. Wan Tin-San accepte sans enthousiasme (car il pense encore à Lao-Piu-Piu) et demande s'il aura droit « à un repas par jour ».
- 25. Alors que Wan Tin-San apparait en costume devant des photographes aux côtés de Cuckoo-to, Lao Piu-Piu travaille dans son bar. Elle quitte cependant son client pour annoncer à sa patronne qu'elle veut arrêter de travailler parce qu'elle est tombée amoureuse et préfère l'« amour à l'argent ». Elle prétend à son client être tombée subitement malade mais celui-ci ne veut rien entendre et lui donne un coup de pied dans le ventre (« Salope ! La dernière fois, j'ai dépensé plusieurs centaines de dollars pour toi ! »). Mais Lao Piu-Piu répète qu'elle ne peut pas rester et le client lui assène de nouveau des coups de pied. Pendant que Wan Tin-San danse avec Cuckoo-to à une soirée de gala, les clients du bar quittent l'établissement de Lao Piu-Piu, à terre, le nez en sang, après un nouveau refus de sa part de rester.

- 26. Devant le centre de loisir, Wan Tin-San en costume rejoint Cuckoo-to qui l'attend dans une voiture. Arrive alors Lao Piu-Piu, avec des hématomes sur le visage, qui reconnait l'actrice vedette et lui demande un autographe. Avec le costume de Wan Tin-San, elle croit que celui-ci joue le rôle d'un serveur ou d'un garçon d'hôtel. Elle réalise ensuite qu'il connait Cuckoo-to (« J'avais bien dit que tu pourrais y arriver, tu t'en souviens ! [...] Ne te l'avais-pas dit cette nuit sur la plage ? »). Elle lui rend le livre qu'elle lui avait pris en lui disant que ce n'était pas amusant. La voiture part alors lorsque Lao Piu-Piu hurle à Wan Tin-San : « Tu avais dit que tu t'occuperais de moi, étais-tu sérieux ? ». Wan Tin-San répondit que « Oui ! » et court prendre Lao Piu-Piu dans ses bras tandis que la voiture part sans lui.

- 27. Wan Tin-San rencontre ensuite deux producteurs pour parler du film. Il pense que pour être accepté du public étranger, il devrait adopter un prénom en anglais et propose « Number » au lieu de « Tin-San », ce qui le ferait appeler « Number Wan » (numéro un). Cette pratique est courante dans le cinéma hongkongais, Stephen Chow, par exemple, s'appelle en réalité Chow Sing-chi, et Jackie Chan s'appelle Chan Kong-sang. Malheureusement, Cuckoo-to annonce à Wan Tin-San que l'acteur vedette « Big Brother » qui était indisponible, jouera finalement le rôle. Sur son insistance d'avoir un autre rôle à travailler, les producteurs lui offrent alors le rôle de l'avocat avec ...3 lignes de dialogue (« Quoi ? », « Oui », et « Pars ! »). Le producteur prononce la dernière réplique en regardant Wan Tin-San dans les yeux (« Je comprends. Je les étudierais bien. »). Avant de partir, Wan Tin-San se voit demander de rendre le script mais il a tellement de mal à desserrer ses doigts des feuilles que le producteur est propulsé au fond de son canapé quand il parvient à attraper le script (cette scène reste cependant sur le ton du drame).

L'étrange incartade policière de la fin
Le dernier quart-d'heure tranche radicalement avec le style du reste du film.
- 28. Wan Tin-San se lamente sous la pluie, désespéré de s'être vu retiré le rôle, lorsque le gardien des repas vient lui proposer un autre rôle, celui d'un « brave type ». Il l'amène dans le petit entrepôt des mannequins du film où se trouvent trois types à l'air sérieux, dont l'un semble souffrir d'une blessure. Le gardien des repas lui annonce qu'il est en réalité policier (« Nous appartenons au Bureau d'Enquêtes criminelles »). Il lui dit qu'il est un agent infiltré et qu'il a un problème, son informateur souffre d'une crise d'épilepsie et a besoin d'un remplaçant (« Nous te paierons 800$ pour être notre informateur »). Wan Tin-San y voit surtout une occasion d'améliorer son jeu d'acteur et s'imagine déjà dans un film policier aux côtés de « Big Brother ». Le gardien des repas explique le plan à Wan Tin-San, il désire installer des micros au domicile de voleurs pour recueillir des preuves. Il connait personnellement les voleurs mais ceux-ci le fouillent à chaque fois qu'il vient chez eux. Il veut donc que Wan Tin-San joue le rôle d'un serveur qui aille livrer un repas avec des micros dedans (« Nous avons besoin d'un acteur professionnel ! »).

- 29. Le gardien des repas fait ensuite répéter Wan Tin-San, qui a appris la liste des menus par cœur, avant de se rendre tout seul au domicile des voleurs (non sans avoir dit « Action ! » au préalable). Il rencontre les trois voleurs dans leur salon et entame une discussion sur les blousons de cuir. Il s'apprête à téléphoner au livreur pour commander à manger avant que les voleurs ne l'invitent à table. Il se plaint qu'il n'y ait pas d'« œufs-soleil » et compose le numéro du livreur. Mais à peine a-t-il commencé à parler que l'on frappe à la porte. Ce n'est heureusement pas Wan Tin-San mais un vrai livreur qui apporte la commande d'un des voleurs. Le livreur insiste pour être payé et se fait abattre d'une balle par l'un des voleurs (le film change alors complètement de tournure). C'est alors que Wan Tin-San sonne à la porte (« Je suis ici pour livrer à manger ! »). Le gardien des repas tente alors de le convaincre qu'il s'est trompé d'adresse, forçant l'incompréhension de Wan Tin-San, lorsque l'un des voleurs dit être intéressé par le repas. En posant la gamelle, Wan Tin-San aperçoit la main ensanglantée du livreur tué, ainsi que du sang sur le mur et le sol. Il ne se sent pas très bien et cherche à partir mais l'un des voleurs se met à lui poser une série de questions complexes sur les menus et les prix. Wan Tin-San finit par buter sur l'une des questions (« Je ne suis qu'un livreur ! ») et le voleur le soupçonne d'être un imposteur. Pour lui sauver la vie, le gardien des repas s'emporte contre Wan Tin-San (« Es-tu un flic ? ») et le frappe dans le ventre avant de lui dire de déguerpir mais le gardien reçoit soudain une balle dans le ventre. Il se rassoit avec difficulté et le voleur lui montre qu'il a découvert le micro dans le repas. Le gardien plonge alors sa main dans le dit-repas pour en ressortir une arme mais se fait très vite abattre. Wan Tin-San accourt alors vers l'arme tombée par terre et, dans la fusillade qui s'ensuit, abat les trois voleurs. Le gardien lui dit « Coupez ! » et Wan Tin-San vient s'enquérir de sa performance. La police débarque soudain.

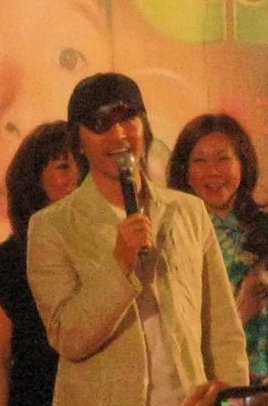
Le Roi de la comédie fait partie de la longue filmographie de comédies de Stephen Chow mais ces films restent surtout cantonnés à l'Asie, avant le succès mondial de son film suivant, Shaolin Soccer.

- 30. Wan Tin-San part ensuite retrouver Lao Piu-Piu qui le sermonne pour l'avoir laissée sans nouvelle. Il l'enlace alors. Ils se retrouvent tous les deux dans une pièce de théâtre devant une foule immense. La raison de cet attroupement est la présence de la vedette Cuckoo-to. Le générique de fin est illustré par le bêtisier non sous-titré (et de très nombreuses publicités).

## Fiche technique
- Titre : The King of Comedy
- Titre original : Hei kek ji wong (喜劇之王)
- Réalisation : Stephen Chow et Lee Lik-chi
- Scénario : Stephen Chow, Fung Min-hang, Erica Lee et Tsang Kan-Cheung
- Production : Kwok-fai Yeung
- Studio : The Star Overseas
- Chorégraphie : Bruce Law (en)
- Musique : Daisuke Hinata, Raymond Wong et Wong Ying-Wah
- Photographie : Horace Wong
- Montage : Kai Kit-Wai et Yau Chi-Wai
- Pays d'origine : Hong Kong
- Format : Couleurs - 1,85:1 - Dolby Digital - 35 mm
- Genre : Comédie
- Durée : 85 minutes
- Date de sortie : 13 février 1999 (Hong Kong)

## Distribution
- Stephen Chow : Wan Tin-san
- Cecilia Cheung : Lao Piu-piu
- Ng Man-tat : le gardien des repas
- Karen Mok : Cuckoo-to, actrice vedette
- Johnson Lee (en) : le réalisateur
- Lee Siu-kei : le voyou protecteur
- Jackie Chan : un figurant professionnel (caméo)
- Robert Sparks : le producteur américain

## Récompenses
Nomination au prix de la meilleure nouvelle actrice (Cecilia Cheung), lors des Hong Kong Film Awards 2000.